# ミミヒメウ
ミミヒメウ（学名：Phalacrocorax auritus）は、ペリカン目ウ科に分類される鳥類の一種。
ウの仲間。

## 分布
新北区、新熱帯区に生息する。

## 形態
全身が黒。嘴は橙色で先端が曲がり鉤型をしている。群れで行動することが多い。

## ギャラリー

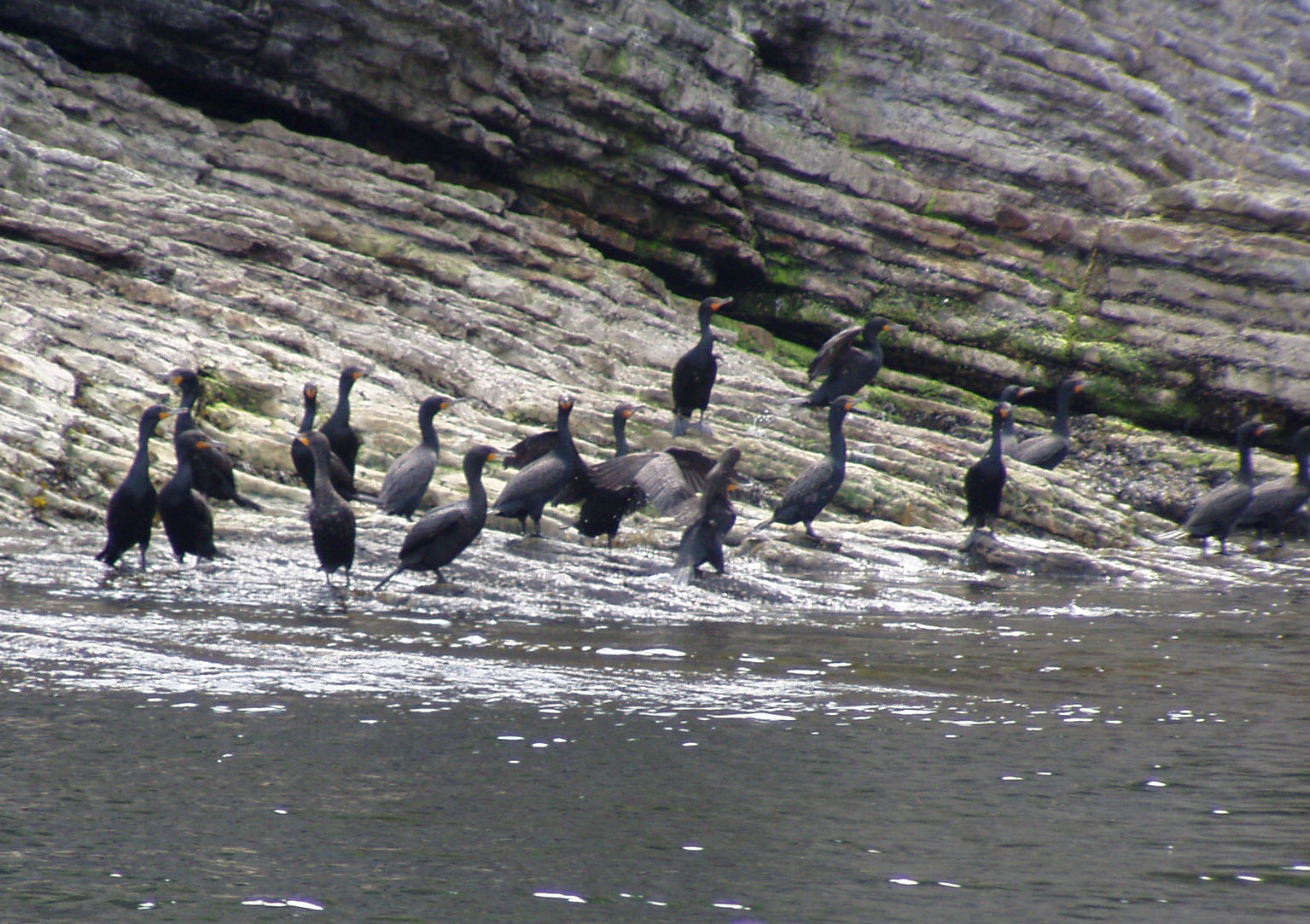
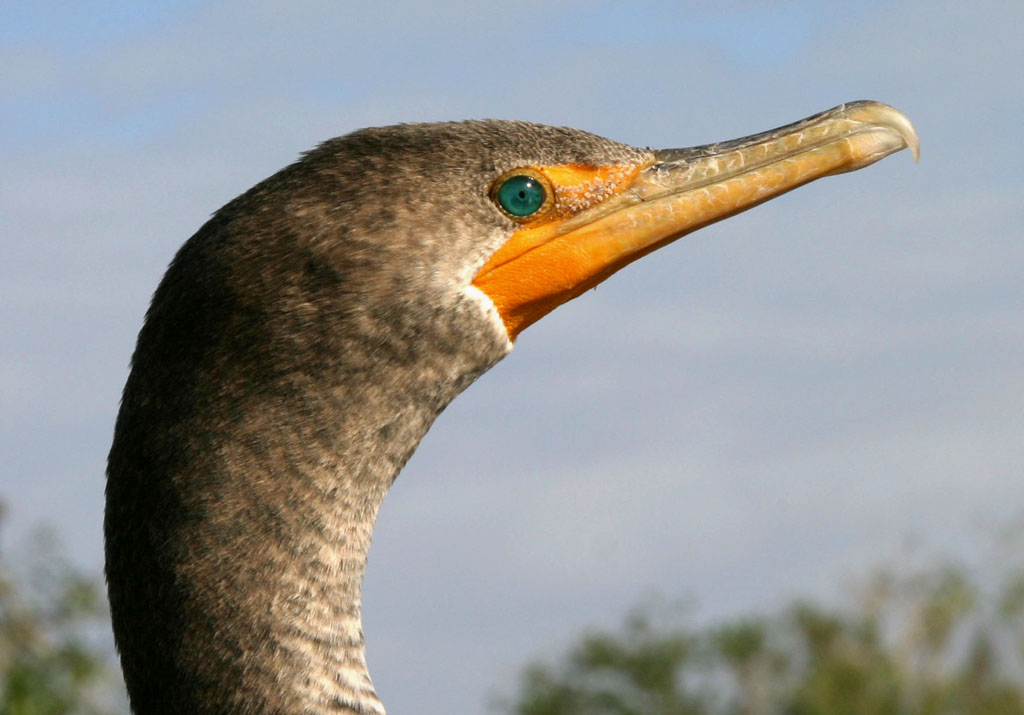
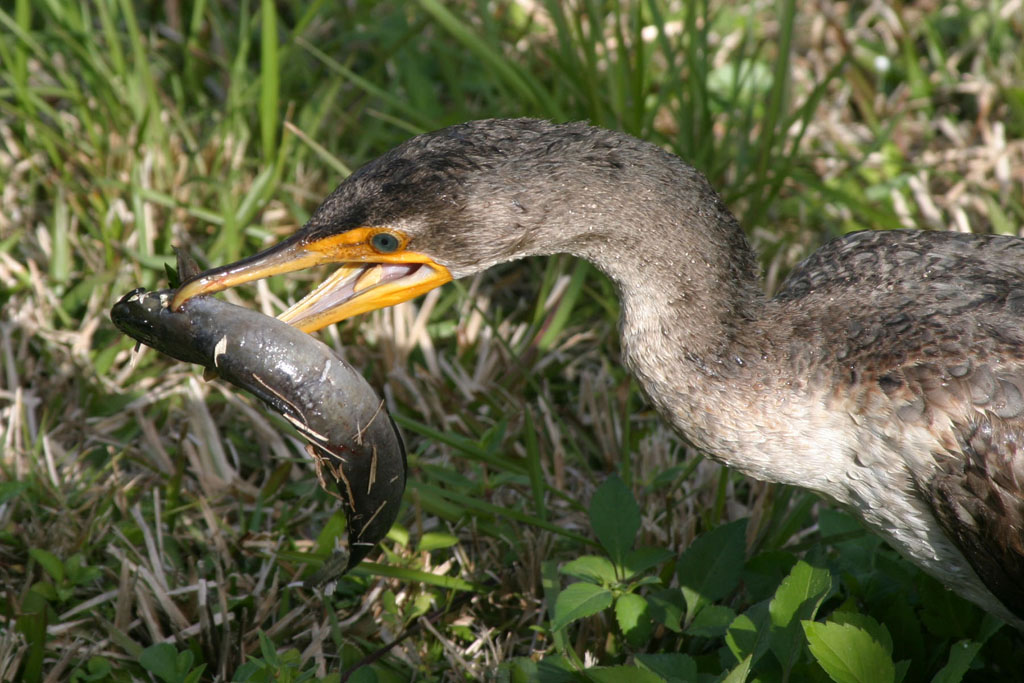
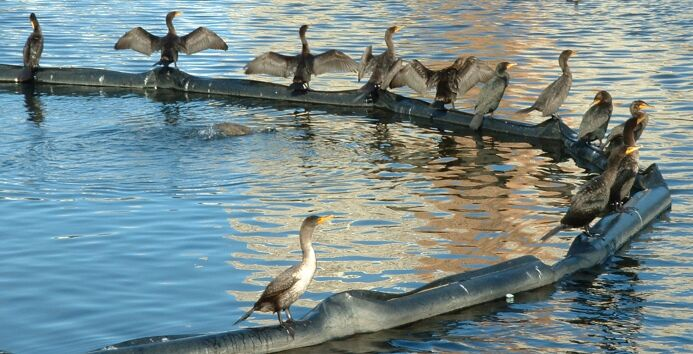
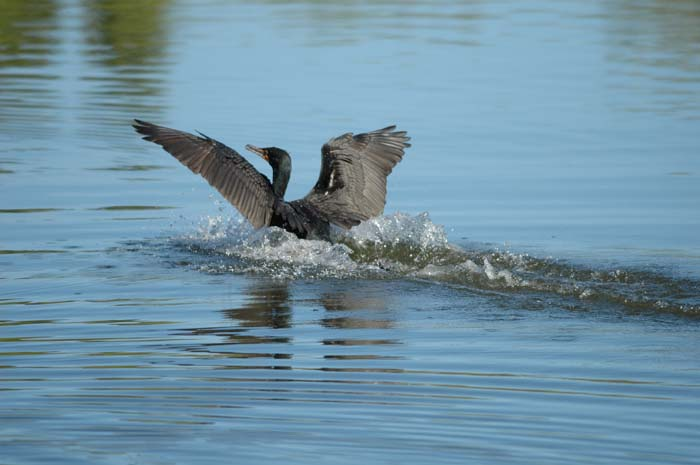